# St. Margaretha (Mietenkam)

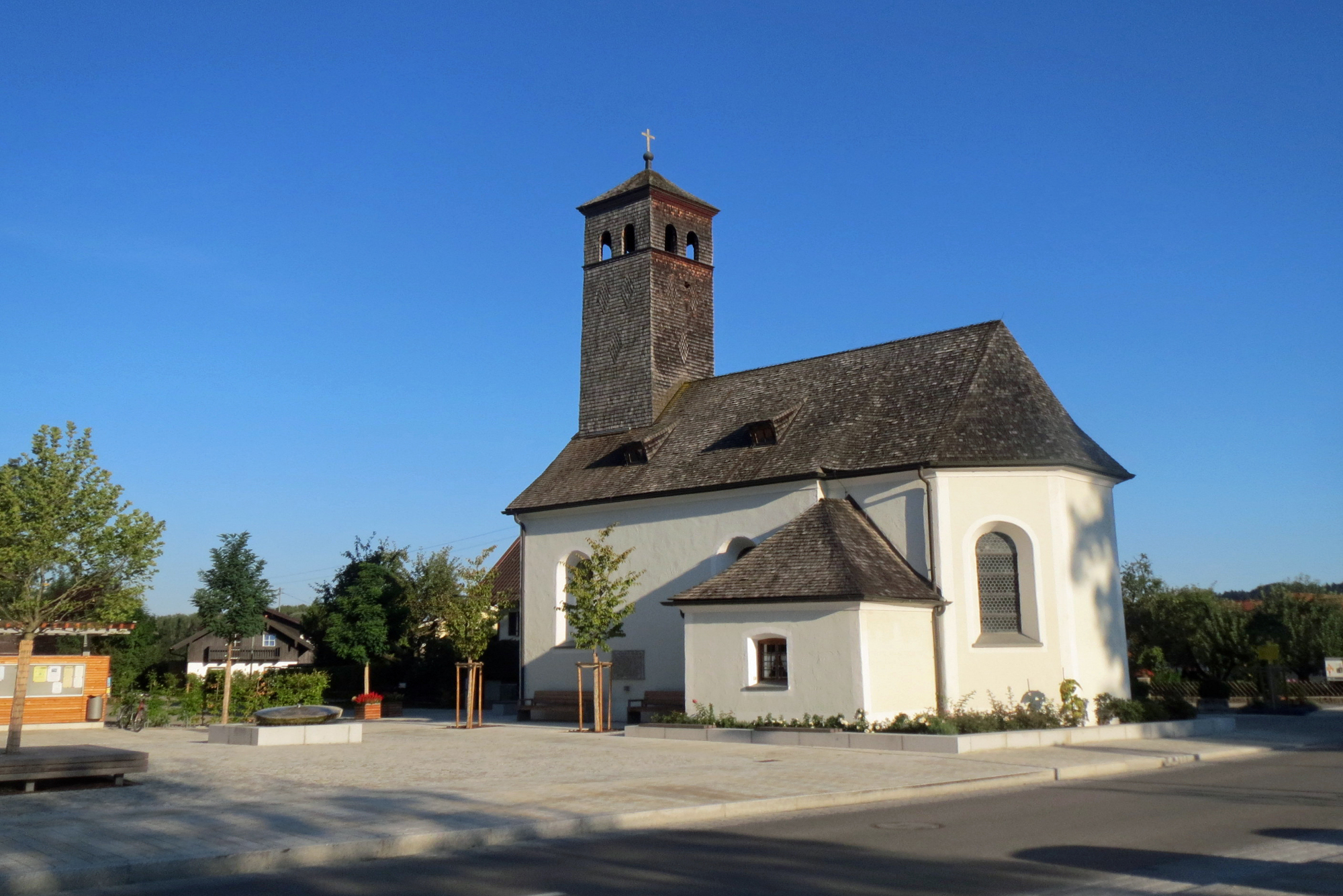
St. Margaretha in Mietenkam

Die römisch-katholische Filialkirche St. Margaretha steht in Mietenkam, einem Gemeindeteil des Marktes Grassau im oberbayerischen Landkreis Traunstein. Die Kirche steht unter Denkmalschutz und ist in der Liste der Baudenkmäler in Grassau unter der Nr. D-1-89-120-24 eingetragen. Die Kirche gehört zum Dekanat Traunstein im Erzbistum München und Freising.

## Beschreibung
Die Saalkirche wurde nach einem Brand von 1829 über dem gotischen Vorgängerbau 1832 neu errichtet. Sie besteht aus dem Langhaus, dem eingezogenen, dreiseitig geschlossenen Chor im Osten, der Sakristei an der Südwand des Chors und dem quadratischen, mit einem Pyramidendach bedeckten Dachreiter, der sich im Westen über dem Satteldach des Langhauses erhebt. In seinem obersten offenen Geschoss ist der Glockenstuhl eingebaut. 
Der klassizistische Altar wird von den Statuetten der Margareta von Antiochia und der Katharina von Alexandrien flankiert.